# Chris Núñez
Chris Núñez (ur. 11 kwietnia 1973 w Miami Beach) – amerykański tatuażysta.

## Życiorys
Współwłaściciel (wraz z przyjaciółmi Ami Jamesem, Chrisem Garverem i Darrenem Brassem) studia tatuażu „Love Hate Tattoos”, znajdującego się w Miami Beach na Florydzie, które ukazane zostało w programie Miami Ink emitowanym przez telewizję TLC. Jest współwłaścicielem (wraz z Ami Jamesem) klubu nocnego w Miami – "Love Hate Lounge". Núñez, James i Jesse Fleet założyli firmę produkującą ubrania – "DeVille USA".
Z pochodzenia jest Kubańczykiem. Jego ojciec zmarł, kiedy był młody. Nazwiska jego rodziców stały się jego pierwszym tatuażem kiedy miał 16 lat. Núñez podróżował po Europie, mieszkał w Brazylii i Ekwadorze. Biegle włada językiem hiszpańskim i portugalskim.